# Campanula grossekii
Campanula grossekii är en klockväxtart som beskrevs av János Johann A. Heuffel. Campanula grossekii ingår i släktet blåklockor, och familjen klockväxter. Inga underarter finns listade i Catalogue of Life.

## Bildgalleri

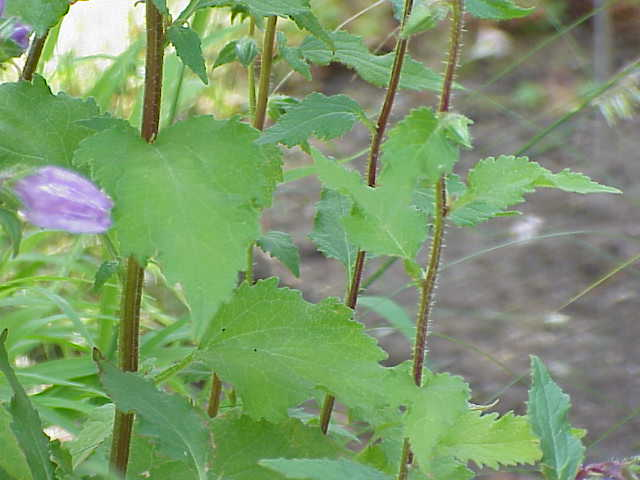
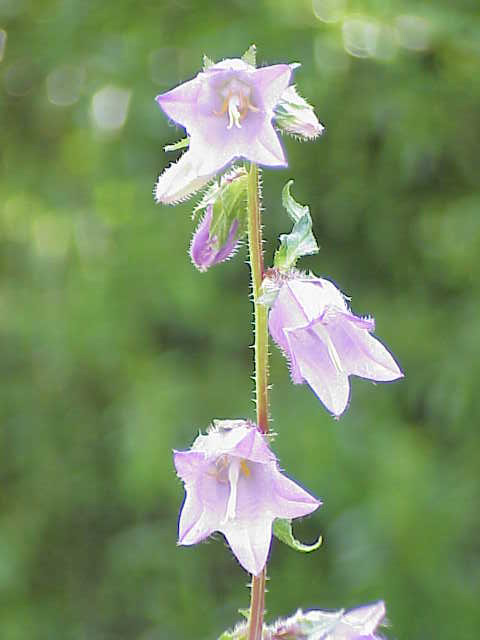
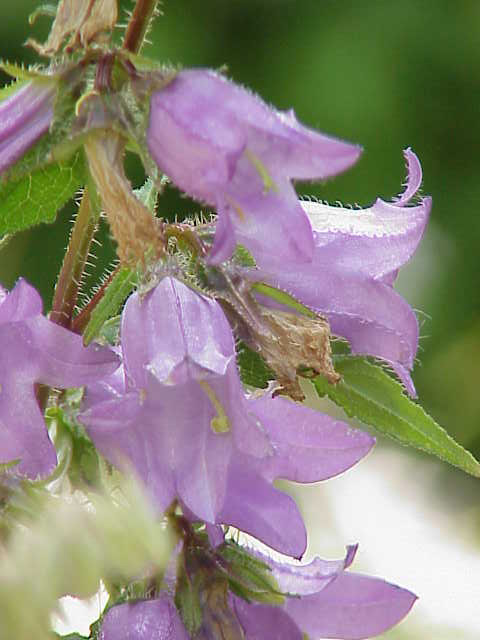